# New York Film Critics Circle Awards 1997
La 63ª edizione della cerimonia dei New York Film Critics Circle Awards, annunciata il 16 dicembre 1997, si è tenuta il 10 gennaio 1998 ed ha premiato i migliori film usciti nel corso del 1997.

## Vincitori e candidati

### Miglior film
- L.A. Confidential, regia di Curtis Hanson
- Il dolce domani (The Sweet Hereafter), regia di Atom Egoyan
- Titanic, regia di James Cameron

### Miglior regista
- Curtis Hanson - L.A. Confidential
- Atom Egoyan - Il dolce domani (The Sweet Hereafter)

### Miglior attore protagonista
- Peter Fonda - L'oro di Ulisse (Ulee's Gold)
- Ian Holm - Il dolce domani (The Sweet Hereafter)
- Robert Duvall - L'apostolo (The Apostle)

### Miglior attrice protagonista
- Julie Christie - Afterglow
- Helena Bonham Carter - Le ali dell'amore (The Wings of the Dove)
- Judi Dench - La mia regina (Mrs. Brown)

### Miglior attore non protagonista
- Burt Reynolds - Boogie Nights - L'altra Hollywood (Boogie Nights)

### Miglior attrice non protagonista
- Joan Cusack - In & Out

### Miglior sceneggiatura
- Curtis Hanson e Brian Helgeland - L.A. Confidential

### Miglior film in lingua straniera
- Ponette, regia di Jacques Doillon • Francia
- Vuoi ballare? - Shall We Dance? (Shall we ダンス?), regia di Masayuki Suo • Giappone
- Underground (Podzemlje), regia di Emir Kusturica • Francia/Germania/Serbia e Montenegro
- La mia vita in rosa, regia di Alain Berliner • Francia/Belgio/Regno Unito

### Miglior documentario
- Fast, Cheap & Out of Control, regia di Errol Morris

### Miglior fotografia
- Roger Deakins - Kundun

### Miglior opera prima
- Neil LaBute - Nella società degli uomini (In the Company of Men)